# Вида Јанежић
Вида Јанежић — Вилма Лучка (Подбрдо, код Толмина, 6. јун 1914 — Љубљана, 6. октобар 1944) било је учесница Народноослободилачке борбе и народни херој Југославије.

## Биографија
Рођена је 6. јуна 1914. године у селу Подбрду, код Толмина. Потиче из сиромашне радничке породице. Видин отац Јанко, који је био железничар, умро је кад је Види било десет година, а мајка три године касније. Тако је Вида с тринаест година остала сама и извесно време је живела код рођака. После завршене основне школе и гимназије, уписала је Филозофски факултет у Љубљани, где је студирала славистику.
Још у гимназији се издржавала давањем приватних часова, а у време студија то јој је био једини извор средстава за живот. Своју политичку активност започела је у академском друштву Дом високошколки и у Словенском клубу, а 1934. године примљена је у Савез комунистичке омладине Југославије. У периоду од 1937. до 1940. године била је међу организаторима свих радних табора „Дома високошколки“, а учествовала је и у сличним таборима које је организовао Словенски клуб у периоду од 1938. до 1940. године. На свим тим логоровањима, студентска омладина је помагала сеоском становништву у раду, организовала поучна предавања и делила књиге. Вида је учествовала и у разним другим акцијама, а посебно у акцијама против фашизма.
После дипломирања, Вида дуго није добила запослење. Тек непосредно пред почетак Другог светског рат добила је службу преко „сиротињског фонда“, помоћу које су у то време решавани тешки социјални проблеми. Уместо места професора, добила је службу помоћног секретара гимназије на Пољанама, у Љубљани. Упркос тешком животу, Вида ја била велики оптимиста и љубитељ спорта, а посебно бициклизма и рукомета.
После окупације Краљевине Југославије, Вида се укључила у рад на припреми устанка. Вршила је пропаганду у корист Освободилне фронте у професорском колективу у пољанској гимназији, у матичној организацији Ослободилачког фронта професора и учитеља, и на терену. У лето 1941. примљена је у чланство Комунистичке партије Словеније (КПС).
Због организационих способности, које је поседовала, а и због њеног односа према сарадницима, Окружни комитет КПС за Љубљану ју је увек слао тамо где је требало реорганизовати или поново успостављати партијске организацији или организације Народноослободилачког покрета (НОП). Вида је обављала дужност секретара рејонског одбора Ослободилне фронте и секретара рејонских комитета КПС у Љубљани: Градишће, Центар, Пољане, Сиска и Мосте.
Непосредно пред хапшење, обављала је дужност секретара Окружног одбора Ослободилне фронте за Љубљану и била изабрана у чланство Окружног комитета КПС за Љубљану. Полиција је дознала за њену активност и ухапсила је 24. фебруара 1944. године. Била је одведена у затвор у Принудној радионици, али пошто је имала фалсификовану личну карту, и дуго искуство у илегалном раду, успела је да полицијске агенте увери да она није она коју траже. Пошто су били у недоумици, агенти су Виду још неко време задржали у притвору, а потом су је, априла 1944. године, послали у немачки логор Халајн, код Салзбурга.
Због признања једне љубљанске затворенице да је радила по Видиним упутствима, агенти домобранске полиције дошли су у логор по Виду, и 24. августа је опет одвели у љубљанску Принудну радионицу. Тада су поново почела саслушавања и мучења, готово све време Вида је провела у самици. Пошто ништа није признала, покушали су да је сломе изгладњивањем. Седам дана није добила ни храну, ни воду. Преко дана је одвођена у Грамозну јаму, где је гледала стрељања талаца, а ноћу су је мучили.
Неколико дана пред смрт, Вида је успела да, кроз зид, затвореници у сусједној ћелији, саопшти да су домобрани покушали да је отрују. Тада је на зид своје ћелије написала речи: „Слобода ће доћи, а мене више неће бити“. Преминула је током ноћи 5/6. октобра 1944. године. У првим јутарњим часовима 6. октобра, Вида је већ мртва обешена у својој ћелији и објављено је да се сама обесила. Сутрадан је кришом сахрањена, у заједничку гробницу градске сиротиње, а тек касније су је рођаци сахранили у посебну гробницу.
Указом председника ФНР Југославије Јосипа Броза Тита 21. јула 1953. проглашен је за народног хероја.